# Mo Hayder
Mo Hayder (* 1. Januar 1962 in Essex als Clare Dunkel; † 27. Juli 2021) war eine britische Autorin von Kriminalromanen und Thrillern.

## Leben
Hayder verließ bereits mit 15 Jahren Essex, um einige Jahre in London in Bars und Kneipen zu arbeiten. Nach ihrer Heirat zog sie nach Japan, wo sie u. a. als Hostess und Englisch-Lehrerin sowie in einem Nachtclub in Tokio arbeitete und Artikel für eine englische Zeitung verfasste. Nachdem sie weite Teile Asiens bereist hatte, absolvierte sie ein Studium an der American University in Washington DC und schloss dieses mit einem MA in Film ab. Daran schloss sie ein zweites Studium an der Bath Spa University an und machte dort den MA in Creative Writing.
Mo Hayder lebte mit ihrer Tochter Lotte-Genevieve und ihrem Ehemann Bob Randall, einem ehemaligen Unteroffizier der Avon & Somerset Police Underwater Search Unit, als freie Schriftstellerin in Bath.
Im Dezember 2020 wurde bei ihr eine Motoneuron-Krankheit diagnostiziert. Laut ihrem Verleger Century „kämpfte sie tapfer, aber die Krankheit schritt in einem alarmierenden Tempo voran“; im Juli 2021 starb sie im Alter von 59 Jahren an den Folgen der Krankheit.

## Themen und Motive
Mo Hayder beschäftigte sich in allen ihren Romanen mit den Grenzbereichen menschlicher Erfahrung im Zusammenhang mit Grausamkeit und Gewalt: Vergewaltigung, Kindesmissbrauch, rituelle Verstümmelung bis hin zu grausamen historischen Exzessen und Völkermord. Wie etwa in Tokio, das unter anderem über das Massaker von Nanking von 1937 berichtet. Grausamkeit erscheint als die andere Seite einer letzten Hürde, deren Überschreitung – oft mit Hilfe von Drogen – zu Entmenschlichung führt, wobei Hayder auch (vor allem in Die Sekte und Ritualmord) Andeutungen auf Mutationen und biologische Mensch-Tier-Zwischenbereiche macht. Eingebettet in Kriminalgeschichten mit polizeilichen Ermittlern – in mehreren Romanen etwa der Detective Inspector Jack Caffery – erweist sich das Exzessive als essentieller Bestandteil der Gesellschaft.
Viele der zentralen Figuren ihrer Romane leiden unter familiären Konflikten oder Vorwürfen über Fehler, die zum Tod eines Verwandten oder Freundes führten. Caffery etwa hat nie den Verlust seines kleinen Bruders und dessen mutmaßliche Misshandlung und Ermordung durch einen Nachbarn überwunden und leidet ständig unter Schuldvorwürfen. Das gleichzeitige Bedürfnis nach Rache und Befreiung von der Schuld bildet das zentrale Motiv vieler Handlungen ihrer Figuren.
Stilistisch arbeitete sie mit Mitteln des klassischen Realismus – minutiös recherchiertes Hintergrundmaterial und ausführliche Biographien aller Figuren –, durchsetzte die Geschichten allerdings mit Horror- und Schockeffekten.

## Werke

### Jack-Caffery-Reihe
1. 1999 Birdman
  - Der Vogelmann, dt. von Angelika Felenda, München: Goldmann 2002. ISBN 3-442-45173-6
2. 2001 The Treatment
  - Die Behandlung, dt. von Christian Quatmann, München: Goldmann 2002. ISBN 3-442-30870-4
3. 2008 Ritual
  - Ritualmord, dt. von Rainer Schmidt, München: Goldmann 2008. ISBN 3-442-31129-2
4. 2009 Skin
  - Haut, dt. von Rainer Schmidt; München: Goldmann 2009. ISBN 978-3-442-31130-9
5. 2010 Gone
  - Verderbnis, dt. von Rainer Schmidt; München: Goldmann 2012. ISBN 978-3-442-31212-2
6. 2013 Poppet
  - Die Puppe, dt. von Rainer Schmidt; München: Goldmann 2014. ISBN 978-3-442-31306-8
7. 2014 Wolf, Bantam Press
  - Wolf, dt. von Rainer Schmidt; München: Goldmann 2015. ISBN 978-3-442-31307-5

### Alleinstehende Romane
- 2004: Tokyo – US-Titel: The Devil of Nanking
  - Tokio, dt. von Ute Thiemann, München: Goldmann 2005. ISBN 3-442-31018-0
- 2006: Pig Island
  - Die Sekte, dt. von Rainer Schmidt, München: Goldmann 2007. ISBN 3-442-31019-9
- 2011: Hanging Hill
  - Atem, dt. von Rainer Schmidt, München: Goldmann 2012. ISBN 978-3-442-31213-9

## Hörbücher (Auszug)
- 2000: Der Vogelmann, BMG Wort Köln, gelesen von Dietmar Bär, gekürzt 4 CDs 273 Min., ISBN 978-3-89830-120-6,
- 2002: Die Behandlung, BMG Wort Köln, gelesen von Dietmar Bär, gekürzt 6 CDs, ISBN 978-3-89830-349-1
- 2005: Tokio, Random House Audio Köln, gelesen von Sophie Rois, gekürzt 6 CDs 474 Min, ISBN 3-86604-010-5
- 2008: Ritualmord, Random House Audio Köln, gelesen von Dietmar Bär, gekürzt 6 CDs 420 Min., ISBN 978-3-86604-913-0
- 2010: Haut, Der Audio Verlag (DAV) Berlin, gelesen von Wolfram Koch, 5 CDs 425 Min., ISBN 978-3-89813-965-6
- 2011: Verderbnis, Der Audio Verlag (DAV) Berlin, gelesen von Wolfram Koch, 6 CDs 445 Min., ISBN 978-3-86231-046-3
- 2012: Atem, Der Audio Verlag, gelesen von Dana Geissler, 861 Min., ISBN 978-3-8445-0830-7
- 2014: Die Puppe, Der Hörverlag München, gelesen von Steven Scharf, 790 Min., ISBN 978-3-8445-1473-5

## Verfilmungen
- 2014: Die Behandlung, Originaltitel De Behandeling, Belgien
- 2022: Ritualmord, Originaltitel Ritueel, Belgien
- 2023: Wolf, TV-Serie (6 Folgen), Großbritannien

## Auszeichnungen
- 2011: Dagger in the Library der britischen Crime Writers' Association als Autorin, deren Werke in den britischen Bibliotheken im vergangenen Jahr am meisten ausgeliehen wurden
- 2012: Edgar Allan Poe Award (Bester Roman) für Gone